# ديفيد بيرن (لاعب كرة قدم)
ديفيد بيرن (بالإنجليزية: David Byrne)‏ (11 يناير 1960 في المملكة المتحدة - ) هو مدرب كرة قدم ولاعب كرة قدم جنوب أفريقي وبريطاني في مركز الهجوم. لعب مع إشتوريل برايا ونادي بيلينينسش وتورونتو بليزارد وMinnesota Strikers ‏ وسانتوس وتورونتو بلِيزارد ‏ وتامبا باي راوديز وأتلانتا تشيفز ونادي هيلانك وبالتيمور بلاست ‏ وويتشاتا وينغز ‏.